# Petra Štampalija
Petra Štampalija (ur. 23 sierpnia 1980 w Szybeniku) – chorwacka koszykarka, występująca na pozycjach silnej skrzydłowej lub środkowej, reprezentantka kraju.

## Osiągnięcia
Na podstawie, o ile nie zaznaczono inaczej.

### Drużynowe
- Mistrzyni Ligi Adriatyckiej (2011)
- Wicemistrzyni:
  - Euroligi (2009)
  - Ligi Adriatyckiej (2002)
  - Hiszpanii (2009)[3]
  - Chorwacji (2011)[4]
- Zdobywczyni Pucharu Chorwacji (2002)
- Finalistka Pucharu Chorwacji (2001, 2011)[4]
- Uczestniczka międzynarodowych rozgrywek:
  - Euroligi (2008/2009, 2012/2013)
  - Eurocup (2005/2006, 2007/2008, 2010–2013)
  - FIBA Europe Cup (2003/2004)
  - Pucharu Ronchetti (2000–2002)
- III miejsce w II lidze francuskiej NF1 (2004 – awans do LFB)

### Reprezentacja
Seniorska
- Uczestniczka:
  - mistrzostw Europy (2007 – 13. miejsce)
  - kwalifikacji do Eurobasketu (2005, 2007, 2009, 2011)

Młodzieżowe
- Uczestniczka:
  - mistrzostw Europy:
    - U–20 (2000 – 6. miejsce)
    - U–18 (1998 – 8. miejsce)

  - kwalifikacji do mistrzostw Europy U–18 (1998)